# Intensivierte Rehabilitationsnachsorge
Die Intensivierte Rehabilitationsnachsorge (kurz: IRENA) ist ein Nachsorgekonzept der Deutschen Rentenversicherung, das seit 1999 angeboten wird. Das Programm kann von Versicherten der Deutschen Rentenversicherung nach einer stationären oder ambulanten Rehabilitation in Anspruch genommen werden.

## Hintergrund
Im Anschluss an eine stationäre oder ganztägig ambulante Leistung zur medizinischen Rehabilitation kann eine Rehabilitationsnachsorge in Betracht kommen. Diese soll den eingetretenen Rehabilitationserfolg festigen. Die Rehabilitanden sollen durch die Nachsorge die Kompensationsstrategien und Verhaltensänderungen, die sie in der Rehabilitation erlernt haben, im Alltag stabilisieren und fortentwickeln können.
Ab 2016 gilt ein neues Rahmenkonzept zur Reha-Nachsorge in der gesetzlichen Rentenversicherung. Für dessen Umsetzung ist eine Übergangszeit von drei Jahren ab 2016 vorgesehen.
Grundprinzipien der „neuen“ Reha-Nachsorge:
- unabhängig von Wohnort und Rentenversicherungsträger
- wohnortnah
- bedarfsorientiert

verschiedene Angebote für differenzierte Bedarfen, d. h. multimodale Reha-Nachsorgeleistungen und unimodale Reha-Nachsorgeleistungen.
- Intensivierte Rehabilitationsnachsorge IRENA (multimodal)
- Rehabilitationsnachsorge RENA (unimodal): Trainingstherapeutische Reha-Nachsorge (T-RENA), Reha-Nachsorge bei psychischen Erkrankungen (Psy-RENA), Reha-Nachsorge bei Abhängigkeitserkrankungen (Sucht-Nachsorge)
- Rehabilitationssport und Funktionstraining nach § 64 Abs. 1 Nr. 3 und 4 SGB IX.

Seit 2017 gibt es die Möglichkeit einer Tele-Reha-Nachsorge.

## Indikationsbereiche
- Krankheiten des Herz-Kreislaufsystems (HZ)
- Krankheiten des Bewegungsapparates (BO)
- neurologische Krankheiten (NS)
- Stoffwechselkrankheiten (ST)
- psychische und psychosomatische Störungen (PS), außer stoffgebundene Abhängigkeitserkrankungen[6]

## Ziele
- die weitere Verbesserung noch eingeschränkter Fähigkeiten
- die Verstetigung von Lebensstiländerungen und Selbstwirksamkeitseffekten
- die nachhaltige und überprüfbare Umsetzung des Gelernten in den Alltag
- die Förderung der persönlichen und sozialen Kompetenz[2]

## Durchführung
Die indikationsspezifischen Therapien werden unter fachkundiger Anleitung in Gruppentherapien, mit oder ohne Therapiegeräte, durchgeführt. Hierfür stellt der Arzt der Rehabilitationseinrichtung eine Empfehlung der jeweils für den Patienten geeigneten Maßnahmen aus. Je nach Indikationsbereich stehen dem Teilnehmer eine maximale Anzahl an Therapien zu:
- 24 Termine bei Krankheiten des Bewegungsapparates, Krankheiten des Herz-Kreislaufsystems und bei Stoffwechselkrankheiten
- 26 Termine bei psychischen Störungen
- 36 Termine bei neurologischen Krankheiten[6]

## Therapiedauer
Die Dauer der Therapie richtet sich nach dem Indikationsbereich.

### Bewegungsapparat, Herz-Kreislaufsystem, Stoffwechsel, psychischen Störungen
- Beginn der Nachsorgemaßnahme innerhalb von drei Monaten nach Entlassung aus der Reha
- Ende der Nachsorgemaßnahme bis sechs Monate nach Entlassung aus der Reha

### Neurologischen Krankheiten
- Beginn der Nachsorgemaßnahme innerhalb von drei Monate nach Entlassung aus der Reha
- Ende der Nachsorgemaßnahme bis zu zwölf Monaten nach Entlassung aus der Reha[7]

## Einschränkungen der IRENA
- Räumliche Verfügbarkeit: begrenzt (z. B. in ländlichen Gebieten)
- Zeitliche Verfügbarkeit: begrenzt (z. B. Öffnungszeiten der Zentren)
- Nach der medizinischen Rehabilitation können Wartezeiten von 4–12 Wochen bis zum Beginn der Nachsorge entstehen
- Therapiedurchführung in der Gruppe, keine individualisierte Einzeltherapie

Aufgrund oben genannter Einschränkungen stellt die Tele-Reha-Nachsorge eine sinnvolle Ergänzung des Spektrums der Nachsorgeleistungen der Rentenversicherung dar.